# Institut supérieur européen de gestion group
Die Institut supérieur européen de gestion group (kurz ISEG Group) ist in Frankreich eine Gruppe von 2 privaten Wirtschaftshochschulen. Sie zählt zu den französischen Elitehochschulen. Die Hochschule wurde in Paris 1980 von IONIS Education Groupen gegründet. Die Unterrichtssprache ist teilweise Englisch und teilweise Französisch. Weitere Niederlassungen befinden sich in Bordeaux, Lille, Lyon, Nantes, Strasbourg und in Toulouse.

## Schulen
- ISG Programme Business & Management
- ISEG Marketing & Communication School